# Революція 2100 року
Революція 2100 року (англ. Revolt in 2100) — збірка науково-фантастичних творів Роберта Гайнлайна що вийшла 1953 року в американському видавництві «Shasta Publishers».

## Оповідання
| Назва                                           | назва            | рік  |
| ----------------------------------------------- | ---------------- | ---- |
| Вступне слово Генрі Каттнера «The Innocent Eye» |                  |      |
| Якщо це триватиме...                            | If This Goes On— | 1940 |
| Ковентрі                                        | Coventry         | 1940 |
| Невдаха                                         | Misfit           | 1939 |
| Лінія часу «Історії майбутнього»                |                  |      |
| Після мова «Про ненаписані оповідання»          |                  |      |